# Осеевский, Михаил Эдуардович
Михаил Эдуардович Осеевский (род. 30 ноября 1960, Ленинград, СССР) — российский государственный и политический деятель. Президент ПАО «Ростелеком» с 2017 года.
С ноября 2003 года — вице-губернатор Санкт-Петербурга. С 29 июня 2010 года возглавлял администрацию губернатора Санкт-Петербурга. 6 января 2012 года назначен заместителем главы Минэкономразвития РФ. Позднее, с 2012 года занимал должность заместителя президента — председателя правления Банка ВТБ.
Из-за вторжения России на Украину находится под персональными санкциями 27 стран Евросоюза, Великобритании, Канады, Швейцарии и ряда других стран.

## Биография
В 1983 году окончил Ленинградский политехнический институт им. М. И. Калинина по специальности «инженерная электрофизика».
С марта по апрель 1983 года — младший научный сотрудник Ленинградского политехнического института им. М. И. Калинина.
С 1983-го по 1986 год являлся секретарем комитета ВЛКСМ электромеханического факультета Ленинградского политехнического института им. М. И. Калинина (Калининского РК ВЛКСМ).
С января по март 1986 года — инженер Ленинградского политехнического института им. М. И. Калинина.
С 1986-го по 1993 год — инженер-исследователь Научно-производственного объединения «Электрофизика» (Санкт-Петербург).
С 1993-го по 1999 год — заместитель управляющего, управляющий закрытого акционерного общества «Санкт-Петербургская валютная биржа».
С 1999 года — заместитель председателя правления банка, первый заместитель председателя правления открытого акционерного общества «Промышленно-строительный банк» (Санкт-Петербург).
С 2003 года по 2011 год — вице-губернатор Санкт-Петербурга, возглавлял Администрацию губернатора.
В 2011—2012 — заместитель Министра экономического развития Российской Федерации.
С 2012 года — заместитель президента — председателя правления Банка ВТБ.
С 03 марта 2017 года — президент ПАО «Ростелеком», российской телекоммуникационной компании с государственным участием.

## Международные санкции
Из-за нападения России на Украину Осеевский находится под персональными международными санкциями всех стран Евросоюза и ряда других государств.
9 марта 2022 года внесен в санкционный список стран Европейского союза. В обосновании введения санкций против Осеевского говорится, что он входит в «ближайший круг» Владимира Путина, поскольку он присутствовал на встрече российского президента с бизнесменами после нападения на Украину и вовлечен в экономический сектор, обеспечивающий значительный источник дохода для правительства России, которое несет ответственность за аннексию Крыма и дестабилизацию Украины.
27 июня 2022 года включён в санкционный список Канады «соратников режима» за «роль в содействии или поддержке неспровоцированного и неоправданного вторжения России в Украину».
По аналогичным основаниям, с 24 мая 2022 года находится под санкциями Великобритании.С 16 марта 2022 года находится под санкциями Швейцарии. С 6 апреля 2022 года находится под санкциями Австралии. Указом президента Украины Владимира Зеленского от 19 октября 2022 находится под санкциями Украины. С 12 октября 2022 года находится под санкциями Новой Зеландии.

## Награды
- Медаль ордена «За заслуги перед Отечеством» II степени[13]
- Орден Дружбы[13]
- Орден Почёта[13]
- Орден Александра Невского (2021)[14]
- Орден За заслуги перед Отечеством IV степени
- Почётная грамота Президента Российской Федерации[13]
- Благодарность Президента Российской Федерации[13]
- Почётная грамота Правительства Российской Федерации[13]